# ぐーちょDEパーク テーマパークものがたり
『ぐーちょDEパーク テーマパークものがたり』（ぐーちょでぱーく てーまぱーくものがたり）は、エレクトロニック・アーツ・ビクターが1996年に発売したプレイステーション用ボードゲームソフト。さくまあきらがゲームデザインを担当した。
プレイヤーはルーレットで駒を進め、テーマパークの施設を建てるのに必要なパネルを集め、お客を呼び込み、自分の担当するテーマパーク（遊園地）を発展させていく。ボードゲームであると同時に、遊園地を育てる育成ゲームの要素もある。最終的に総入場客数が一番多いプレイヤーが勝者となる。

## ルール
- プレイヤーは遊園地「ぐーちょDEパーク」に存在する4つのランド（アニマルランド、モンスターランド、スペースランド、ジュラシックランド）の中から一つを選び、さらにゲーム中マップを移動するコマ（カート）を選ぶ。ランドによるプレイ上の優劣はないが、カートの種類、BGM、建てたアトラクションのデザインが違う。複数のプレイヤーが同じランドを選ぶことはできない。
- 自分のターンが来たときに選べるコマンドは「うごく」「カード」「たてる」「せいび」「そのた」の5つ。
- 「うごく」でスロットを回して1～6の数を出して移動する。移動できる方向はマップ上の矢印によって決められており、基本的に逆走はできない。「カード」は様々な効果のあるカードを使用する。カードは後述するカードマスとゲートマス、さらに各種イベントで入手できる。
- 「たてる」はパネル（後述）が必要な数貯まっており、なおかつ必要な数のチップ（後述）を持っていたら選択可能。自分のランドにショップやアトラクションを建てることができる。基本的にランド内のどこに建てても優劣は発生しない。建てた直後、自らオリジナルの名前を施設に付けることもできる（後述の「そのた」のコンフィグで変更も可能）。
- 「せいび」は施設の整備に使う。2チップ支払い、スロットを2つ回して出た数の分だけ安全性（後述）を回復させる。「そのた」はマップ上を調べる、自分のランドの情報を見る、プレイヤーの名前などの変更、セーブなどの行動が出来る。
- 設定できるプレイ年数は1～10年。1年は12ヶ月（4月～翌3月）に分けられており、さらに1ヶ月は「ウィークデー（平日）」と「ホリデー（休日）」の2つに分けられるため、最大で10×12×2の240ターンとなる。ターンの始めにはマップ上にいるグーチョくんがスロットを二つ回した分だけ移動する（移動せずその場に留まることもある）。
- 6ヶ月ごと（9月の終わりと3月の終わり）に途中経過の発表を行い、入場客数をより多く増やした（総入場客数ではない）順位ごとに、プレイヤーにチップが多く渡される。さらに増やした数の順位が一位のプレイヤーにはカードが、最下位のプレイヤーにはペナルティとしてデビルパネル（後述）が渡される（最下位が複数いる場合は免除される）。設定年数を終えた後、最終発表で「総入場客数」が最も多いプレイヤーが優勝となる。優勝後はランド全体を心ゆくまで見られるご褒美が待っており、四つのランドの中央の像が優勝したプレイヤーのカートの形になっている（COMプレイヤーが優勝した場合は省略される）。

## 用語解説
パネル
施設を建てるのに使用する。「S（ショップ）」「A（アトラクションA）」「B（アトラクションB）」「C（アトラクションC）」の4種類があり、それぞれ集める枚数と消費チップが異なる。パネルマス（後述）で入手でき、後述のデビルパネル・マジカルパネルも含めて6枚まで持てる。各プレイヤーはスタート時に何枚か（プレイ人数によって異なる）ランダムで持っている。
デビルパネル
デビルマスで入手する。捨てることができず、その分だけ持てるパネル枚数を減らしてしまう。さらに3枚揃うとヘルレディ（後述）が来てしまい、プレイヤーに損害をもたらす。
マジカルパネル
ぐーちょきバトル（後述）などで入手する。必要枚数に一枚足りない分のパネルの代わりとなり、施設を建てられるようになる。さらにこれを使って施設を建てた場合、他のプレイヤーの同じパネル（例えばジェットコースターを建てると、他プレイヤーのジェットコースターパネル）がデビルパネルに変化する。一度に使えるのは一枚だけで、例えば二枚足りない時にマジカルパネルを二枚持っていても代わりにはならない。
チップ
施設を建てる、整備をする、カードを買うなどに使用する資金。パネルと異なり入手手段は非常に限られている。各プレイヤーはそれぞれスタート時に6チップ持っており、最大で30チップまでしか持てない。
まんぞくど（満足度）
どれだけお客が楽しめるかの数値。ゲストマスでの来客数に影響する。ショップやアトラクションを建てるとその種類によって、またそれら施設がレベルアップすると増える。
レベル
ショップやアトラクションのレベル。カードやイベントで増減する。建てたときは「ノーマル」で、「ナイス」「グレイト」「エクセレント」とアップする。レベルが上がれば満足度も上がる。
安全性
施設の保全の度合い。ゲストマスなどでお客を大量に増やすと、施設が消耗して数値が減ってしまい、0になるとショップやアトラクションが壊れて（失われて）しまう。それを回避するには、「せいび」コマンドやカードの効果などで回復させる。

## ランド紹介
アニマルランド
動物をモチーフとしたテーマパーク。カートはペンギン型、ウサギ型、パンダ型。ニワトリのコーヒーカップやタヌキのラビリンスなどが建つ。
モンスターランド
想像上の怪物やお化けをモチーフとしたテーマパーク。カートはガイコツ型、ジャックランタン型、小悪魔型。巨大な目玉のバーチャルシューターや蜘蛛の巣のパノラマホイールなどが建つ。
スペースランド
宇宙や近未来をモチーフとしたテーマパーク。カートはUFO型、人工衛星型、スペースシャトル型。テレビ型のショウベースやロボット型のフリーフォールなどが建つ。
ジュラシックランド
恐竜や原始時代をモチーフにしたテーマパーク。カートはティラノサウルス型、原始人型、トリケラトプス型。骨と古代植物のメリーゴーランド、翼竜型のパノラマホイールなどが建つ。

## マス紹介
カードマス
青いマス。ゲーム展開を有利にするカードがもらえる。カードは4枚まで持てる。
パネルマス
黄色いマス。ショップやアトラクションを建てるのに必要なパネルがもらえる。
ゲストマス
ピンク色のマス。自分のランドにお客を呼ぶ。「ウィークデー（平日）」より「ホリデー（休日）」の方が効果が高い。スロットで出る結果は「長蛇の列」「いっぱい」「ふつう」「ガラガラ」「閑古鳥（来客0）」の5段階。
バトルマス
茶色のマス。他のプレイヤーとスロットバトルを行う。大きい目を出したほうが勝利となり、自分と相手の手持ちのパネルを交換できる。揃えたいパネルを他プレイヤーから奪う、自分のデビルパネルを相手に押し付けるなどの戦略に使用する。止まったら必ずバトルを行わなければならないが、勝利してから「交換を行わない」選択肢も選べる。
GOODマス
緑色のマス。入場客数が増える、カードやパネルがもらえるなど、プレイヤーに有利なイベントが起こるが、種類によってはスロット選択を行い、それによってイベントが失敗することがある。またイベント発動にチップを要求される事もある。
BADマス
紫色のマス。安全性が減る、ショップ／アトラクションが減るなど、プレイヤーに不利なイベントが起こる。GOODマスと異なり、こちらはイベントを失敗する（難を逃れる）ことは非常に少ない。
ゲートマス
白いマス。チップでカードの売買ができる。買えるカードの種類は決まっている。
デビルマス
赤いマス。デビルパネルが一枚増える。

## 主なキャラクター
グーチョくん
声：深見梨加
このテーマパークの主的な存在らしき、動物型マスコットキャラ。髪の毛（？）部分が二つに分けられた赤い頭に青い衣装を着ている。手にはクチバシがラッパ状になった鳥の杖を持っている。毎ターンの始めにマップ上をスロット2つ分（プレイヤーコマの2倍）矢印に従って移動する。その際、背中に背負ったかたつむりの殻に入って飛び跳ねて移動する。その後自分のターンで移動してグーチョくんと同じマスに止まったプレイヤーは、彼と『ぐーちょきバトル』（ジャンケン）を行い、プレイヤーが勝利するとグーチョくんがプレイヤーのランドにお客を呼び込んでくれる。その効果はゲストマスの数倍にもなるため、ゲーム中は彼を捕らえるのが一つの目標になる。さらに、二階以上続けて勝利したプレイヤーにはマジカルパネルが贈られる。なお、グーチョくんが移動した結果、既にプレイヤーのいるマスに飛び込んで来てもイベントは発生しない（あくまでプレイヤーが捕らえなければならない）。ぐーちょきバトルが発生した場合、そのパネル自体のイベントは起きない。4つのランドを分ける道路の交差点部分を覆うアーチには彼の彫像が建っており、エンディングではそこが優勝プレイヤーのものに差し替えられる。
バーディちゃん
声：横山智佐
ゲームの司会進行を務める、人間型女の子キャラ。ミニスカートの服装に青いマイク、鳥の形の帽子をかぶっており、その帽子の翼で空を飛ぶことも出来る。中間発表などの他、プレイヤーが新しく施設を建てたり、BADマスで損害を被ったりした時など、様々な局面で「このアトラクション、かっこいー！！」「まだまだこれからよ！」などなど、（多くはボイス付きで）コメントをくれる。
ヘルレディ
声：深見梨加
最強のお邪魔キャラクターで、デビルパネルを三枚揃えたプレイヤーの元に現れる。さくまの代表的ゲーム『桃太郎電鉄シリーズ』のキングボンビーに相当する。青白い肌に赤と金の衣装、頭上の冠には炎が燃え盛っているセクシーな女性。先述したグーチョくんの彫像を破壊して出現、火の玉に姿を変えてプレイヤーの元に移動すると、「地獄のおしおきショー」と題して様々な災厄をもたらす。「人の不幸が大好き」との事だが、自らは決して手を下さず、水晶玉で手下の怪物たちを召喚して悪事を行わせる。バーディちゃん曰く「ヘルレディには誰も逆らうことができない」。
以下はヘルレディの悪行で登場する怪物たちである。
ボムーズ
顔の付いた鉄球型爆弾の集団。後述する「ボムカード」の強化版で、ランドの敷地内に大量のボム（爆弾）を埋めてしまう（というか、自身が埋まってしまう）。ボムが埋まった敷地に施設を建てようとすると、爆発して建てられない（その際、使用した分のパネルもチップも失う）。
ガマ口（ぐち）ゴンス
がま口財布型の怪物。プレイヤーのチップを吸い込んで没収してしまう。
ブウォー
掃除機型の怪物。プレイヤーの持っているカードを吸い込んで没収してしまう。
ドガバン
拳銃型の怪物。プレイヤーのランドのショップやアトラクションを1つ破壊する。
テレポ
テレポート転送機型の怪物。プレイヤーのランドのショップやアトラクションを1つ、他のプレイヤーのランドに移してしまう。その際、施設のレベルはノーマルに戻ってしまう。
モヒモGB／ワルッチョ／バキバキューム
壁掛け型木製電話機型の怪物。グーチョくんを凶悪にした外見のワルッチョを召喚する。ワルッチョは頭髪部分（？）が3つに割れ、牙も生え、服装もトゲトゲしく、背中の殻もサザエよろしくトゲだらけ。上空から落下してグーチョくんを押し潰し、しばらく彼に成り代わってドスンドスン地響きを立てながらマップ上を移動する。彼に追いつかれた（同じマスに止まられた）プレイヤーはワルッチョの持つイモムシのような怪物バキバキュームにお客を吸い取られ、総入場客数を0にリセットされてしまうため、通常のプレイとは逆に逃げ回らなくてはならない。という事で、この悪行のみ全プレイヤーに影響を及ぼす。グーチョくん同様、移動するのはターンの始めで、マップ上の矢印に逆らうことはなく、また移動しないこともある。グーチョくんが戻ってくる（ワルッチョが退場する）のは犠牲者が出たときか、4ヶ月経過したとき、次の中間発表の後のターンでワルッチョが移動したとき（その場に留まったときは戻って来ず、次のターンに持ち越し）。
ピッパーくん
GOODマスに止まると現れる、水差し型ランプの精。ターバンなど、中東系の出で立ちをしている。プレイヤーに有利なイベント（多数の来客など）が起こったことを報告したり、イベントを起こす斡旋をしたりする。
シルキーチャム／ユッコサン／ハエヤン
GOODマスのイベントで登場する。パーク近郊の森に住む妖精たち。カードやパネルをくれたり、ボムを取り除いてくれたりする。スロットで誰の助力を得るかを決める。シルキーチャムが最良で、ユッコサンがそこそこ、ハエヤンはハズレ。
Dr.チム
GOODマスのイベントで登場する。プレイヤーの役に立つ発明品を作ってくれる。が、結果はスロット次第。
ハットバッド
BADマスに止まると現れる、ツボの精。真っ黒な頭に直接足が生え、シルクハットを被っている。スロットを操作する時には頭上から手が生える。プレイヤーに不利なイベント（カードが使えなくなるなど）が起こったことを報告したり、イベントを起こす斡旋をする。
ゲームルールけっていいいんかい（決定委員会）
BADマスのイベントで登場する。いかなる理由からか、プレイヤーの「カードを使う」「整備を行う」などの各種権利をしばらくの間（数ターン）剥奪する。
バッドボーイズ
BADマスのイベントで登場する。プレイヤーのランド内を我が物顔で暴れまくり、安全性の数値を大幅に下げてしまう悪童たち。
ダストマン
BADマスのイベントで登場する。ハットバッド曰く「ザンパン界のプリンス」。ゴミ箱に入った蛇のような化け物で、ゴミをまき散らして、プレイヤーのランドの満足度をしばらくの間大幅に下げてしまう。
パネゴン
BADマスのイベントで登場する。かたつむりのような目玉が四つ飛び出た怪獣。お腹が空いたと言ってプレイヤーのパネルを食べようとする。「はい／いいえ」の選択肢が出るが、結局パネルを一枚差し出さねばならない。デビルパネルは食べない。

## 主なカード
1（～6）マスカード
スロットを回す代わりに数字の数だけ進める。
バックカード
マップ上をスロットの数だけ逆走できる。進む数を指定する「バック1（～6）」カードもある。
スロット2（3，4）カード
スロット2（3，4）個回して出た数だけ移動できる。
ボムカード
他プレイヤーのランドの敷地にボム（爆弾）を一個仕掛ける。相手や位置の指定はできない。ボムがある敷地に施設を建てようとすると爆発してしまい建てられない。その際、建てたときと同じくパネルとチップを失う。
ボムサーチカード
自分のランドの敷地内のどこにボムがあるか、見えるようになる。これの後に新たに仕掛けられたボムには適用されない（またカードを使わなければ見えない）。
ボムクリアカード
自分のランドの敷地内を指定し、埋まっているボムを取り除く。上記のボムサーチカードなどで可視化している場合はいいが、そうでない場合は当てずっぽうになる。チャンスは3回。
ミサイルカード
ミサイルで他プレイヤーのカートを攻撃する。結果は攻撃が外れる、カートがポンコツになって1マスずつしか進めなくなる（カードなども使えなくなる）、カートが全壊してしばらく休みになる、の3つ。
デビルサールカード
デビルパネルをひとつ消去する。
セキュリティーカード
持っているとバトルマスのバトルで負けてもカードの交換を免除される。
レベルアップカード
ショップやアトラクションのレベルをひとつ上げる。

## ショップ／アトラクション紹介
ランドに施設を増やすと満足度が増えて、ゲストマスでお客が多く来るようになる。満足度の高いものほどパネル・チップの必要枚数が多いため、手持ちパネルの空きやチップ枚数と相談して決めることになる。ショップ以外は同じものを複数のプレイヤーが建てることはできない。

### ショップ
遊園地の中にある各種売店などが該当する。満足度は最も低いが、パネル1枚とチップ2枚で建てられる、最も建てやすい施設。同じランド内に同じショップが複数あることも珍しくない。外見は各プレイヤー共通だが色が異なる。
バーガーショップ
ハンバーガーの店で、建物の形状はハンバーガーを模している。
アイスショップ
アイスクリームの店で、建物の形状はソフトクリームを模している。
ファミリーレストラン
フライパンの上に乗った目玉焼き付きハンバーグを象った店舗。
スナックストア
ポップコーンを象った、持ち運びができる軽食系おやつを扱う店。
カフェテリア
背の高いポットの形の喫茶店。
ギフトショップ
お土産品を売っている店。リボンの付いたプレゼントボックスの形。
ゲームハウス
ゲームコーナーで、クレーンゲームなどの筐体が置いてある。モチーフはもぐらたたき。
トイショップ
テーマパークオリジナルの玩具を売っている店。モチーフはびっくり箱。
バルーンショップ
様々な種類の風船を売っている店。熱気球の形をしている。
ガラスワークスタジオ
コップやオブジェなど、パークにちなんだ種々のガラス製品を売る店。モチーフはシンデレラのガラスの靴。

### アトラクションA
遊園地の遊具たちの中でも、比較的小ぶりな物たち。満足度もショップの次に低い。パネルは2枚必要。
エアートランポリン
空気でふくらませたマットの上を自由に飛び跳ねる。
ミステリーハウス
いわゆるお化け屋敷のこと。遊園地の定番施設。
コーヒーカップ
カップ型の乗り物が回転する。遊園地の定番遊具。
メリーゴーランド
遊園地の定番遊具。このゲームでは乗り物は馬以外の形をしており、ランドごとに異なる。
ウェーブスウィング
先端にゴンドラを吊るしたアーム数本が上下しつつ高速回転する。
ハイタワー
巨大な展望室がエレベーターになって上下する展望塔。
ラビリンス
巨大迷路。
ロケットパイロット
先端に乗り物を接続したアームが、直立したポールを中心に高速回転する。
バーチャルシューター
お客同士がグループに別れて光線銃で対戦する。
ミニカート
ゴーカート。
フライングフロアー
四本のアームに支えられた大型の乗り物が、トリッキーな動きで回転する。
ウォータースライダー
カーブが多く坂になった水路を乗り物で滑っていく。

### アトラクションB
やや大型の遊具や施設たち。パネル3枚が必要で、建設費用（チップ）も満足度もそれなり。
アクアリウム
水族館。
サブマリン
専用水路や池・湖などを小型潜水艦で進む。
ビッグスピン
ブランコのように支柱に吊るされた大型の乗り物が高速回転する。
フライングポッド
左右のアームに支えられた横長の座席が、空中でトリッキーな動きをする。
ショウベース
比較的小規模のショー・イベントが行われるステージ。
マリンプール
様々な種類のプールが用意された、大型の屋内プール。
フリーフォール
観客を乗せたカプセルが、急降下する。絶叫マシーンの一種。
ローラースピナー
円盤型の乗り物を、空中で高速回転。乗客は遠心力で壁に貼り付けられる。

### アトラクションC
かなり大掛かりな遊具・施設がこのカテゴリに振り分けられる。パネル4枚と高額のチップが要求される分満足度も高い。
パノラマホイール
観覧車。
イベントホール
上記のショウベースより規模が大きいイベント会場。ヒーローショーやアイドルコンサートなどが行われる。
トレックボート
遊覧船で湖をクルージングする。
ジェットコースター
絶叫マシーンの一種。
エキサイトコースター
上記ジェットコースターのバリエーション。座席は頭上のアームから吊るされ、足場もない。乗客は宙吊りの状態で進むことになる。

## スタッフ
幼年層のユーザーを意識したのか、説明書のスタッフ説明はすべて平仮名・カタカナで書かれている。以下は役職のみ漢字に直した。
- 原案／監修：さくまあきら
- プロデューサー：やまぐちたかし
- アシスタント・プロデューサー：たなかしん
- QAリーダー：みやざきやすのり
- QAテスター：いしげともゆき　とよしまたかひと　ひらおかまさかず　みかみけん　みやざきゆうすけ　やまなかよしお　やまぐちよしあき
- メインプログラマー：ようゆうじ
- プログラマー：なかみちまさし　みやけあきこ
- デザイナー：おおたにしょうじ　うえだすすむ　いのぐちさとし　もちづきあやこ
- ゲームコーディネーター：いとうひろゆき
- アシスタント・コーディネーター：くるまこういち
- キャラクターデザイン：さわりょういち（澤良一）
- 解説書／パッケージデザイン：わたなべいちろう
- 解説書ライター：はやせりゅうたろう
- ゲームの声：よこやまちさ（横山智佐）／バーディちゃん　ふかみりか（深見梨加）／グーチョくん

## 反響
店舗によってはパブリッシャ側の販促施策と店独自の販促施策を併せて展開するケースもあった。
たとえば、東京都江戸川区の「ゲームズマーヤ」（2018年閉店）の場合、100本仕入れると特典のぬいぐるみが50個つくことになっていたが、それでも30本しか売れなかったため、さくまあきらが監修している点を強調したところ、さらに30本売れた。さらに、本作に人気声優が出ていることに着目した店側が出演者に関連するノベルティやサイン色紙を特典として売り出し、完売につなげた。

## 関連書籍
- ぐーちょDEパーク　公式ガイドブック（ゼスト、ISBN：4-916090-32-2）